# Bruggen (Dorf, Gemeinde St. Veit in Defereggen)
Bruggen, früher auch Bruck,  ist ein Dorf der Fraktion Bruggen in der Gemeinde St. Veit in Defereggen im Defereggental (Osttirol).

## Geographie
Bruggen liegt in 1.314 Metern Höhe am Talboden des Defereggentals nördlich der Schwarzach. Westlich von Bruggen liegt das Dorf Feld, wobei zwischen Feld und Bruggen der Froditzbach fließt. Südöstlich liegt die Rotte Raut, von der Bruggen durch die Schwarzach getrennt wird. Bruggen umfasst 20 Adressen (Stand Dezember 2022), darunter elf Hofstellen. Der Großteil der Gebäude von Bruggen bildet ein kompaktes Dorf nördlich der Defereggentalstraße, wobei durch das Dorf parallel zur Defereggentalstraße eine Straße nach Feld verläuft. In dieser Siedlung liegen die Hofstellen Lenzen (Bruggen 10), Oberlenzen (Bruggen 11), Lederer (Bruggen 12), Oberholzer (Bruggen 14), Unterholzer (Bruggen 15), Eggen (Bruggen 16), Pröger (Bruggen 17), Bruggerwirt (Bruggen 39) und Joggn (Bruggen 45). Westlich der Kernsiedlung, an der Grenze zur Gemeinde St. Jakob in Defereggen bzw. dessen Ortsteil Feistritz, liegen als Einzelhöfe zudem die Hofstellen Bruggerboden (Bruggen 41) und Taller (Bruggen 51), zwischen denen der Neue Graben fließt. Einziges Gebäude von Bruggen südlich der Schwarzach ist die nur im Winter geöffnete Alzenbrunnhütte (Bruggen 83). Trotz der zahlreichen Hofstellen werden nur noch die Bauernhöfe Unterholzer, Pröger und Eggen bewirtschaftet.

## Geschichte
Auf dem Gebiet von Bruggen lagen im Mittelalter die Schwaigen (Urhöfe) Oberbruggen und Unterbruggen, wobei Oberbruggen westlich und Unterbruggen östlich lag. Beide Schwaigen gehörten dem Amt Windisch Matrei. Von Bruggen aus wurde auch der an der Schattenseite gelegene Ortsteil Raut durch Neurodung angelegt. Folgt man den Karten des 19. Jahrhunderts, so bestand Bruggen damals lediglich aus dem heutigen Westteil des kompakten Dorfes (Bruggen 10 bis 17). Der östliche Teil sowie die abgelegeneren Einzelhöfe dürften erst nach dem Ende des 19. Jahrhunderts entstanden sein.
Das heutige Bruggen wurde in den Ortsverzeichnissen der Statistik Austria nicht immer in seinem heutigen Umfang ausgewiesen. Teilweise gibt es nur Angaben für die gesamte Fraktion, teilweise wurden auch später extra ausgewiesene Teile der Fraktion beim Dorf bzw. der Rotte Bruggen mit eingerechnet. Im Jahr 1890 wird das Dorf Bruggen mit 20 Häusern und 83 Einwohnern genannt, jedoch wurden hierbei auch die Ortsteile Bach (Mentlerboden), Schwall (Schnall) und Fenig (Tönig) mitgezählt. Die Ortsteile wurden später bei Feld mitgezählt, sodass für Bruggen 1923 lediglich vier Gebäude und zwölf Einwohner ausgewiesen wurde. Bruggen wird 1951 als Dorf ausgewiesen, wobei in diesem Jahr 36 Menschen in zehn Gebäude lebten. 1961 lebten in der Rotte Bruggen 38 Menschen in neun Häusern, wobei jedoch der Einzelhof Bruggerboden separat mit drei Bewohnern gezählt wurde. 1971 lebten im Dorf Bruggen 40 Menschen in 11 Häusern, in Bruggerboden lebten zwei Menschen. 1981 lebten im Dorf Bruggen 45 Menschen in 13 Gebäuden, wobei 10 Gebäude bewohnt waren. In Bruggerboden lebte nur noch eine Person. 1991 wird Bruggen zusammen mit Raut ausgewiesen, wobei damals in den beiden Orten 70 Menschen lebten und 28 Gebäude bestanden.

## Gebäude
Das Tiroler Kunstkataster weist für das Dorf Bruggen elf Einträge auf. Einziges sakrales Gebäude ist die zwischen 1969 und 1971 errichtete und 1973 geweihte Bruggerkapelle. Hinzu kommen acht Einträge für die Bauernhäuser Lenzen, Oberlenzen, Lederer, Oberholzer, Unterholzer, Eggen und Pröger, die überwiegend in der ersten Hälfte des 19. Jahrhunderts errichtet wurden. Zum Bauernhof Unterholzer gehört zudem eine Waschhütte aus dem 19. Jahrhundert, des Weiteren ist das materiell geteilte Wirtschaftsgebäude des Bauernhof Unterholzers aus dem 19. Jahrhundert verzeichnet.